# Ambrogio Sparagna
Ambrogio Sparagna (Formia, 8 novembre 1957) è un musicista ed etnomusicologo italiano.
Autore di numerosi saggi e pubblicazioni sulla musica popolare, è stato protagonista di una lunga attività concertistica di respiro internazionale realizzata in numerosi Paesi europei ed extraeuropei. Virtuoso dell'organetto, si distingue anche per il suo significativo impegno nella didattica della musica tradizionale italiana.
Ha collaborato, tra gli altri, con Francesco De Gregori, Luca Barbarossa, Angelo Branduardi, Lucio Dalla, Teresa De Sio, Nino D'Angelo, Maria Nazionale, Giovanni Lindo Ferretti, Lucilla Galeazzi, Simone Cristicchi.

## Biografia
Nato a Formia nel 1957 è cresciuto nel solco della tradizione musicale popolare, ha studiato etnomusicologia all'Università di Roma "La Sapienza" con Diego Carpitella e con lo stesso ha partecipato a numerose campagne di rilevamento sulla musica popolare italiana.
Fattosene a sua volta interprete si è dedicato attivamente alla sua promozione a partire dal 1976, fondando a Roma la prima scuola italiana di musica popolare contadina, aperta presso il Circolo Gianni Bosio. E nel 1984 dà vita a un proprio gruppo, la Bosio Big Band, basata su un originale complesso di organetti, strumenti tipici della musica popolare.
Con tale gruppo, nel 1988, sale alla ribalta con una propria "opera folk" organizzata attorno al tema di una favola,Trillillì, Storie di magici organetti e altre meraviglie.
A questa prima opera ne segue una seconda, Giofà il servo del Re (1992) e la cantata Voci all'aria, prodotta per RAI Radio Tre. Nel 1995 Sparagna pubblica l'album Invito.
La consacrazione a livello nazionale dell'artista arriva nel 1996, quando la sua nuova opera, La via dei Romei, con Francesco De Gregori nel ruolo di cantastorie, ottiene un ampio successo al Grand Prix Italia '96. Nel 1997 collabora a propria volta come musicista con De Gregori, figurando tra gli esecutori del doppio album del cantautore romano, La valigia dell'attore.
Nel 1998, in occasione del bicentenario della nascita di Giacomo Leopardi, Sparagna compose Un canto s'udia pe' li sentieri: la cantata fu trasmessa in diretta dalla RAI nell'ambito delle celebrazioni leopardiane; nello stesso anno collabora con Claudio Lolli, suonando nell'album Viaggio in Italia.
Nel 1999 compone le musiche per Sono tutti più bravi di me, un musical promosso dall'Accademia della Canzone di Sanremo e diretto da Emanuela Giordano. Nell'ambito del Festival Musicorum Tempora di Villa Adriana, mette in scena La serva padrona di Giovanni Battista Pergolesi; tra gli interpreti Lello Arena, nel ruolo di Vespone.
In occasione del Giubileo del 2000, Sparagna ha composto una "Messa popolare" per soli, coro, assemblea, orchestra d'archi e strumenti popolari (rappresentata a Ravenna e a Roma in Sant'Ignazio) e pubblica un album: L'avvenuta profezia, Viaggio nelle Pastorali e nei repertori del Natale.
L'anno successivo si esibisce con la Bosio Big Band presso la Cappella Paolina del Palazzo del Quirinale per i Concerti di Radio Tre (aprile 2001) e pubblica l'album Vorrei Ballare. A dicembre va in scena una sua "sacra rappresentazione", Voi ch'amate, per attori, soli, coro e orchestra di strumenti popolari.
Nel 2002, con Giovanni Lindo Ferretti, compone Attaranta. Tradizione/Tradimento.
Durante il 2003 compone Passaggio alla città, una cantata originale con testi di Rocco Scotellaro e con il patrocinio della Regione Basilicata. Nell'inverno dello stesso anno torna a collaborare con Giovanni Lindo Ferretti componendo un oratorio sacro, Litania presentato in diretta radiofonica alla Cappella Paolina del Quirinale e poi pubblicato. Allo stesso tempo pubblica il decimo album, Ambrogio Sparagna, nel quale interpreta il ruolo per lui inedito di cantastorie.
Nel 2004, ancora in collaborazione con Giovanni Lindo Ferretti, ha pubblicato l'album Litania che propone, accanto a preghiere tradizionali, frammenti del repertorio dei CCCP e dei CSI.
Dal 2004 al 2006 al Festival Notte della Taranta, il grande evento di musica popolare salentina (Pizzica), dirige l'orchestra nata anche grazie al suo contributo: l'Orchestra Popolare La Notte della Taranta. Con questa orchestra realizza alcuni grandi concerti in Italia e all'estero, in particolare nel maggio del 2006 un grande concerto a Pechino e nel 2009 nella stessa città partecipa al Meet in Beijings Arts Festival.
La sua partecipazione a questo evento si ripete anche negli anni 2005 e 2006 con grande impegno del maestro che ha dichiarato di essere stato più tempo nel Salento che nella sua residenza.
Accompagna Nino D'Angelo all'organetto come ospite nel brano Jammo jà durante la terza serata del Festival di Sanremo 2010.
Nel 2012 inizia un sodalizio musicale con il cantautore Francesco De Gregori, che lo porta in giro per le piazze d'Italia con lo spettacolo Vola, vola, vola.

## Discografia
- 2000, L'avvenuta profezia. Viaggio nelle Pastorali e nei repertori del Natale, 2000
- 2001, Vorrei ballare, con la Bosio Big Band
- 2003, Ambrogio Sparagna, con la partecipazione di Francesco De Gregori, Teresa De Sio, Rita Marcotulli, Lucilla Galeazzi, Francesco Di Giacomo e altri.
- 2005, La notte della taranta 2005, (album dal vivo a Lecce)
- 2006, La notte della taranta 2006, (dal vivo a Melpignano) con la partecipazione di Lucio Dalla, Carmen Consoli, Peppe Servillo, Lucilla Galeazzi, Carlos Núñez
- 2006, Fermarono i cieli, con la partecipazione di Peppe Servillo
- 2008, La chiara stella, (dal vivo all'Auditorium Parco della Musica Roma), canti natalizi della tradizione italiana, con l'Orchestra Popolare Italiana, Peppe Servillo, Fausto Mesolella, Mimmo Ciaramella, Simone Cristicchi
- 2009, Taranta d'amore, con l'Orchestra Popolare Italiana